# ProSport
ProSport este o publicație electronică românească de știri din sport. Ziarul cu același nume a fost înființat la data de 2 iulie 1997, de MediaPro, fiind primul ziar full-color din România. În 2013, ediția tipărită a dispărut, rămânând doar cea online. A fost condus de Ovidiu Ioanițoaia, director general, și Cătălin Tolontan, redactor-șef.
În anul 2003, titlul a intrat în portofoliul trustului Ringier.
Pe 12 ianuarie 2008, cotidianul Pro Sport a reintrat în portofoliul Media Pro.
Ziarul a fost organizat pe secțiuni: Fotbal intern, Fotbal extern, Sporturi, Special, Media. Edițiile normale aveau 24 de pagini în format cu șase coloane. Edițiile dedicate unor evenimente sportive speciale erau tipărite în 32 de pagini.
În unele regiuni ale țării erau publicate ediții ProSport locale adaptate interesului cititorilor din respectivele zone.
Ultimul număr în ediție tipărită a apărut la data de 6 decembrie 2013. Ulterior, a rămas doar varianta online reprezentată de site-ul Prosport.ro.
Situl publicației a avut un număr de 992.844 vizitatori unici și peste 25.100.000 de afișări în luna noiembrie 2009, fiind al treilea cel mai vizitat site de sport din România.
În anul 2019 compania Web Editing Development a preluat mărcile Prosport și Promotor. În același an site-ul Prosport a fost complet restructurat.

## Istorie

### Apariția și ascensiunea
ProSport a fost înființat la data de 2 iulie 1997, de catre Media Pro, cel mai mare trust media din Estul Europei. Ziarul avea la conducere pe cunoscutul jurnalist sportiv Ovidiu Ioanițoaia, iar ca redactor-șef pe Cătălin Tolontan. Aceștia au venit la ProSport împreună cu alți 40 de ziariști, după ce au demisionat în grup de la „Sportul Românesc”, ziar patronat atunci de Dumitru Dragomir. Din categoria premierelor realizate de ProSport se pot enumera: primul ziar full-color din România,
primul ziar care a depășit 100.000 de exemplare/ediție, primul ziar sportiv care a tipărit ediții în afara țării, primul ziar sportiv care a oferit ediții speciale la stadion înainte și după terminarea partidei.
Coperta de debut a ziarului a avut titlul Dinamo ia tot și făcea referire la campania de transferuri din 1997 a echipei Dinamo, aceasta transferând cele două vedete ale Oțelului Galați, Daniel Florea și Daniel Rednic.
În anul 2000 s-a lansat site-ul www.prosport.ro.
După o perioadă de 6 ani în care și-a consolidat poziția de lider în presa sportivă, dar și de ziar în top 3 în presa românească, conducerea MediaPro a început discuțiile cu trustul Ringier în vederea vânzării ProSport, iar pe 31 ianuarie 2003 s-a finalizat tranzacția. La acea dată era al treilea ziar ca vânzări din România, atingând 645.000 cititori la o ediție.
În urma vânzării către Ringier, datorită neînțelegerilor dintre echipa ProSport și trust, neînțelegeri de natură financiară dar și de viziune asupra perspectivei ziarului, Ovidiu Ioanițoaia, Cătălin Tolontan și încă 106 persoane care lucrau pentru ProSport și-au dat demisia în grup, fiind ulterior angajați la cotidianul concurent, Gazeta Sporturilor, deținut de grupul Intact.

### Perioada Ringier
În iunie 2003 este numit ca redactor-șef Dan Chioțea și este cooptat in colectiv Cristian Țopescu.
În 2004, ProSport își consolidează poziția în plan local, tipărind ediții adaptate pentru Banat, Oltenia și Moldova.
În aprilie 2005 este numit în funcția de redactor-șef adjunct Dan Filoti.
În februarie 2006 este relansată ediția de duminică, într-un nou format compact.
Trei luni mai târziu, ProSport este lansat în format compact.
În 2007, se relansează ediția electronică a ziarului, www.prosport.ro.
Această perioadă s-a caracterizat printr-o abordare mai populistă a marketingului, încercându-se o scădere a prețului ziarului și o creștere a premiilor acordate cititorilor. Formatul propus este unul cu tendință puternică spre tabloidizare, acesta fiind considerat trendul din momentul respectiv. În acești ani, ProSport a făcut față unei concurențe foarte puternice, având în aproape întreaga perioadă vânzări mai bune. În anumiți ani a deținut drepturile de televizare pe internet pentru meciurile din prima ligă a campionatului românesc de fotbal.

### Revenirea în MediaPro
La data de 12 ianuarie 2008, ProSport revine în trustul care l-a creat prin intermediul Publimedia International, una din cele mai  mari companii de publishing din România. Tranzacția a inclus transferul titlului, al echipei editoriale, al tuturor mărcilor adiacente și al domeniilor online. De la această dată a fost numit ca redactor-șef Dan Filoti.
La 18 februarie 2008 are loc relansarea ziarului Prosport într-un format grafic nou cu orientare puternică spre multimedia, consolidând mai mult legătura între site-ul prosport.ro și ziar astfel încât cititorii de ProSport să beneficieze de o viteză mai mare în recepționarea știrilor.
În această perioadă se alocă foarte multe resurse departamentului online, se dublează numărul de web-editori și sunt numiți în poziții cheie profesioniști cu experiență în domeniul presei online.
La 11 ani de la prima ediție ProSport, ziarul avea aportul a peste 70 de oameni dedicați jurnalismului sportiv.

## Tiraj
Ziarul a vândut în anul 2000, o medie de 79.910 exemplare pe ediție, situându-se atunci pe locul 1 între ziarele sportive, iar în anul 2009, vânzările au ajuns la 43.000 exemplare (locul 2 după Gazeta Sporturilor).

## Conținut

### Secțiuni
Ziarul a fost organizat în mai multe secțiuni, iar în cazul unor evenimente de interes poate să conțină un supliment sau broșuri adiționale. Grafica este una non-conformistă, menită sa rupă monotonia rândurilor din articole. Textul, pozele, grafica sunt în marea majoritate „marca ProSport”.
Secțiunile Fotbal intern, Fotbal extern, Sporturi, Special, Media au acoperit în timp evenimente care au marcat viața sportivă din România.

### Prezența online
Orientat inițial spre simpla prezentare în format electronic a știrilor din ziar, în timp site-ul a devenit independent și a beneficiat de aportul unor tineri jurnaliști care și-au pus amprenta asupra evoluției acestuia. Site-ul www.prosport.ro a reușit să se impună în peisajul site-urilor din România, atingând de multe ori locul 1 în trafic. Site-ul prosport.ro și-a format un tip anume de cititori fideli, cititori care gustă felul ProSport de a expune articolele, materialele și anchetele. Un aspect foarte important pentru echipele de oameni care au lucrat la site-ul ProSport a fost viteza de reacție. Primul care obține informația are atu-ul principal în acapararea cititorilor și la acest capitol de cele mai multe ori site-ul Prosport.ro a furnizat primul știrile importante din plan sportiv. Site-ul ProSport a fost de mai multe ori primul care a prezentat evenimente sportive în exclusivitate și mai mult a fost uneori sursa care a dezvăluit aspecte ce au generat subiecte pentru întreaga presă din România și uneori pentru presa internațională.
După revenirea la MediaPro, numărul de oameni care lucrează la site s-a triplat. Datorită faptului ca este o rampă de lansare pentru tineri talentați, ziarul a avut dificultăți în a păstra o echipă coerentă. Pentru a realiza aceasta, la site au fost aduși în poziții de coordonare profesioniști în domeniul presei electronice, astfel s-a format o redacție de știri care lucrează exclusiv pentru site. Aceasta nu a însemnat o rupere de ziarul Prosport.
Internetul, prin viteza sa foarte mare a impus un criteriu foarte dur de selecție al site-urilor de știri în special, adaptarea cât mai rapidă la cerințele cititorilor fiind o condiție esențială pentru a rămâne în topul preferințelor. Din acest motiv este un lucru comun ca imaginea și felul de prezentare al știrilor pe www.prosport.ro să fie în continuă schimbare, urmând fidel trendul internațional, dar aducând și elemente de originalitate care definesc marca ProSport.
Pe site-ul www.prosport.ro, vizitatorii pot găsi informații din lumea sportului intern și internațional, conținut video original, cele mai detaliate module de analiză și statistică a evenimentelor fotbalistice importante precum Liga 1, UEFA Champions League sau Cupa UEFA, dar și multe alte facilități în obținerea informației. De asemenea cititorii pot downloada în fiecare zi la ora 17:00 ziarul ProSport în format electronic (pdf). Imaginea site-ului este una îndreptată spre o parcurgere ușoară și neobositoare a textului, accesarea ușoară a galeriilor foto cu un conținut bogat și exclusiv, interactivitate crescută între vizitatori și redactorii ProSport printr-un sistem de module interactive special desenate, posibilitatea de a participa la concursuri cu teme originale și premii importante.

### Bloguri și editoriale
ProSport are printre editorialiști, nume foarte cunoscute cititorilor din România. Aceștia au și o activitate online bogată, prin blogurile pe care le întrețin în paginile site-ului www.prosport.ro. Dan Filoti, Andrei Nourescu, Ștefan Beldie, Radu Banciu, Mihai Mironică și mulți alții pot fi regăsiți în secțiunea de bloguri.

## Controverse
În urma necalificării echipei naționale de fotbal a României la Campionatul European de Fotbal din 2004, după meciul egal de la Copenhaga contra Danemarcei, rezultat considerat de redacția publicației a fi fost influențat de maniera de arbitraj care a dus la necalificarea echipei nationale la turneul final Euro 2004, ProSport a publicat adresa de email a arbitrului Urs Meier. Peste 12.000 de români i-au transmis arbitrului elvețian mesaje cu amenințări și înjurături. Urs Meier a amenințat cu darea în judecată a ziarului pentru divulgarea de informații personale.

## Citate despre Prosport
Gică Popescu: "Țineți-o tot așa încă mulți ani de acum înainte. Vă doresc să vă mențineți pe aceeași linie, corecți și obiectivi, pentru că acestea sunt aspectele cele mai importante"
Gabi Szabo: "Am avut multe de învățat din articolele pe care le-ați publicat. M-ați felicitat atunci când a fost cazul, dar m-ați și criticat atunci când am greșit, pentru că au fost și astfel de momente în viața mea sportivă. Am avut o colaborare excelentă!"
Dan Filoti - redactor-șef ProSport: "ProSport s-a reinventat de câte ori a fost nevoie. Ca format, ca stil, ca abordare. La fel vom face și în viitor."
Ovidiu Ioanițoaia: "ProSport s-a dezvoltat într-un context favorabil, beneficiind de sprijinul total al trustului Mediapro, principalul acționar, în ceea ce privește asigurarea mijloacelor necesare dezvoltării, începând de la sursele informaționale, până la promovare. Pro Sport este un ziar realizat cu mijloace moderne. Din punct de vedere al surselor informaționale, este la nivelul oricărui ziar european. Cotidianul a avut deplină independență editorială și financiară."